# Hidrometar
Hidrometar je naprava ili mjerni instrument za mjerenje brzine protjecanja tekućina (najčešće vode) i za određivanje količine protekle tekućine kroz neku cijev. Sastoji se od šire cijevi u koju je umetnuta uža, konusna cijev. Razlika tlaka u nekoj točki šire cijevi izvan konusa i na najužem mjestu konusa ovisi o brzini protjecanja fluida kroz cijev, pa se na osnovi toga hidrometar može kalibrirati (umjeriti) za izravno očitavanje brzine, odnosno protoka u cijevi.

## Vodomjer
Vodomjer, u strojarstvu, je naprava ili mjerni instrument za mjerenje količine vode koja je protekla kroz neku cijev. Ta se količina iskazuje u kubnim metrima, litrama i slično. Iako se vodomjerom izravno ne mjeri protok (količina vode koja protječe u jedinici vremena), izmjerene se vrijednosti uvijek odnose na jedno mjerenje, obračunsko razdoblje i slično, pa se vodomjer često smatra vrstom mjerila protoka, kojemu je i konstrukcijski sličan. Vodomjer se sastoji od mjernoga i pokaznoga uređaja, a katkad i mjerača vremena. Kroz vodomjer, kojemu se mjerni uređaj zasniva na rotacijskim dijelovima (turbina, kolo s krilcima i slično), voda koja protječe uzrokuje vrtnju dijelova, koja se preko zupčanika ili električnog posrednika prenosi do pokaznoga uređaja s kazaljkama ili sa sustavom brojčanika. Osim izvedbe s rotacijskim elementima, postoje i mjerni uređaji koji rade na izravnom mehaničkom principu volumetrijskih komora i pokretnih stijenki. Vodomjer može biti ugrađen u cjevovod kroz koji protječe cijela količina vode koja se mjeri, ili u jedan manji, sporedni mjerni cjevovod (vodomjer sporednoga toka), kada se računski utvrđuje količina vode koja je protekla kroz glavni cjevovod. U Hrvatskoj su, za službene svrhe, mjeriteljski zahtjevi za vodomjere u mjernom području od 0 ℃ do 300 ℃ (takozvana hladna voda) određeni posebnim pravilnikom Državnoga zavoda za normizaciju.